# Puialabrosta
El Puialabrosta és una muntanya de 1.783 metres que es troba al municipi de la Vall de Boí, a la comarca de l'Alta Ribagorça.